# سييرا دي مويرتي
سييرا دي مويرتي رواية تاريخية للمؤلف الجزائري عبد الوهاب عيساوي نشرت عام 2014 عن الرابطة الولائية للفكر والإبداع بولاية الوادي.

## ملخص الرواية
تنقل الرواية مشاهد رحلة الاسرى من معتقل «فاني دارياج» (Venet d'Ariège) بالجنوب الفرنسي إلى معتقل «عين أسرار» بـ الجلفة في الجزائر من خلال سيرة شخصيته الافتراضية مانويل الذي يجد نفسه مسجونا في المعتقل الذي شهد عبورالشاعر ماكس أوب والمفكر الفرنسي روجيه غارودي وغيرهما في المنتصف الأول من القرن العشرين- رفقة مناضلين شيوعيين اسبان وفرنسيين وبولنديين ومن جنسيات أخرى عشية سقوط إسبانيا في يد فرانكو وهزيمة الجمهوريين في الحرب الأهلية الإسبانية. ويظهر الاسبانيان بابلو ومانويل وهما الشخصيتان الرئيسيتان في القسم الأول للرواية وهما يتذكران برشلونة التي سقطت قبل ثلاث سنوات لتبدأ الرواية في جلب انتباه القارئ عبر حوارهما وسرعان ما يظهر مانويل كبطل وسارد رئيسي يحمل معه «سييرا دي مويرتي» وهو مكان افتراضي أيضا أوجده الكاتب. حيث يصف الروائي واقع المعتقلين وعلاقاتهم مع السكان الأصليين والممارسات التي اشتركوا فيها كالتجارة وتهريب المساجين في جولات بالمدينة، لكنه يصف أيضا الحالة النفسية والأحلام والرؤى التي تحوم أعلى المعتقل.

## الجوائز
فازت الرواية بـ جائزة آسيا جبار للرواية عام 2015 بعد منافسة حادة من رواية سكرات نجمة لـ أمل بوشارب. كما فازت عام 2014 بالمسابقة الوطنية للرواية القصيرة المنظمة من طرف الرابطة الولائية للفكر والإبداع بولاية الوادي.